# 安西瑠菜
安西 瑠菜（あんざい　るな、1987年6月18日 - ）は、日本のAV女優、ストリッパー。

## 略歴
当初は色白の可愛い系のAV女優であったが、その後金髪に染めた黒ギャルAV女優として活動するようになった。
2009年12月で新宿ニューアートでストリップデビュー。

## 人物
- 趣味・特技：音楽鑑賞、バレーボール

## 作品

### アダルトビデオ
2009年
- 初撮り FILE10 RUNA（4月25日、HATSUDORI）
- ワザとか？それとも偶然か?体温が感じるほど密着寸前の接客をしてくるグ○ーンアテンダントに出会ったらヤらなければいけない電車内の勃起マナー VOL.1（5月21日、DANDY）他出演：妃悠愛、葉山梨々花、有沢実紗
- 絶対に勃起してはいけないエロ撮影現場 素人カップルをAV撮影現場に送り込め!!（6月10日、ホットエンターテイメント）
- 美人女子社員 1（6月18日、サムシング）
- 極上風俗嬢 FILE.002（6月23日、サムシング）
- ぎゃるまんナンパ ハメMAX Vol.5（7月9日、GARCON）
- オイルエステで心も体もキレイになりませんか? ナイスバディな若奥様限定!ガチンコナンパin初台（7月11日、ラハイナ東海）
- ロリコン変態産婦人科医 思春期外来 盗撮2 中○生はじめての産婦人科受診「痛くないでしょ？じゃあ、もう少し奥を調べてみるよ…？」（7月13日、カルマ）
- 東京GAL College Mode（7月15日、ロータスグループ）
- ザ・ギャルナン 15（7月16日、グローリークエスト）共演：諸星セイラ、桐生さくら、吉澤エリカ
- 超性感帯 腋アクメ FILE.01 淫靡編（7月20日、プールクラブ・エンタテインメント）
- Bikini（8月15日、フリービジョン）
- 完全素人を1年間で48人中出しできるか挑戦!履いてたパンツもついでにGET!! 若妻編（8月21日、h.m.p）共演：アカネ、北原まどか(メイ)、翼裕香(エミ) ※「ルリ」名義
- ‘脱糞’羞恥マゾ女 安西瑠菜（8月22日、プールクラブ・エンタテインメント）
- おもらしオナニー 6 【おしっこ・おなら・うんち】（8月22日、プールクラブ・エンタテインメント）他出演：向山レイコ、佐倉美佐、永田玲子
- マスカキ女 ふたなり射精オナニー!（8月22日、プールクラブ・エンタテインメント）
- おならギャル(恥)（8月22日、レイディックス）共演：鮎川マリア、永井あさみ
- 美脚ミニスカ 07（8月22日、クリスタル映像）他出演：早川瀬里奈、菊川瑠璃、藤森莉那、小菅由宇
- ギャルフェラチオ 21人（9月3日、グローリークエスト）
- GAL温泉 1 0泊6時間!!ドタバタ温泉旅行　初めての3人旅（9月18日、ゴーゴーズ）共演：飯島ねいろ
- 完全主観で行った気分になれる!シリーズ　巨乳天国混浴露天風呂 5（10月18日、ROCKET）共演：倖田みらい、宝生優果、朋香めい、平山薫、村上涼子

2011年
- これが渋谷最先端の童貞狩り!! 超ド派手ギャル5人組×ベロチュー手コキ逆ナンパ!!（4月7日、GARCON）
- 猥褻アヌス使用中 AF浣腸異物挿入アナルプレイ4時間ベスト（9月19日、CROSS）他出演：管野しずか、美咲結衣、川上ゆう、晶エリー、大塚咲、村西まりな、辻本りょう、伊東ユリア、一戸のぞみ、東野愛鈴、黒田麻世、菜菜美ねい、夏川未来、希内あんな、辻さき　他